# Ramsen SH
| SH ist das Kürzel für den Kanton Schaffhausen in der Schweiz. Es wird verwendet, um Verwechslungen mit anderen Einträgen des Namens Ramsen zu vermeiden. |

Ramsen ist eine politische Gemeinde des Kantons Schaffhausen in der Schweiz.

## Geographie
Ramsen liegt im Bibertal direkt an der deutschen Grenze und hat eine Fläche von 1345 ha. Es besteht nebst dem Dorf aus den Weilern Bibermühle, Hofenacker, Moskau, Wiesholz und Wilen.
Neben dem Weiler Moskau gibt es auch die Flurnamen Petersburg und am Waldrand zum Rauhenberg «Chlii Amerika» (Klein-Amerika).
Durch den Ort fliesst das Flüsschen Biber, welches unterhalb von Stein am Rhein in den Hochrhein mündet.

## Geschichte
Ramsen wurde 846 erstmals erwähnt. Das Dorf gehörte im Mittelalter zur habsburgischen Landgrafschaft Nellenburg. Die niedere Gerichtsbarkeit ging 1539 von den Herren von Klingenberg an die Stadt Stein am Rhein, die unter der Hoheit Zürichs stand. Zürich erwarb schliesslich 1770 auch die Blutgerichtsbarkeit über Ramsen. 1798 kam Ramsen im Zuge der Helvetik zusammen mit Stein zum Kanton Schaffhausen. Ramsen als Grenzort war im Zweiten Weltkrieg der Endpunkt der Singener Fluchtroute, eines Fluchtwegs für niederländische und britische kriegsgefangene Offiziere, die vom Gefangenenlager Schloss Colditz in Sachsen über Singen den Weg in die Schweiz fanden. Wenig später war es ein wichtiger Eingangsort für Flüchtlinge, die in der katholischen Kirche und im Schüppelwald untergebracht wurden.

## Bevölkerung
Ramsen hatte am 31. Dezember 2011 1345 Einwohner, davon 848 Stimmberechtigte, 195 Schüler und 242 Ausländer.

## Wirtschaft und Verkehr
Ramsens Wirtschaft ist durch die unmittelbare Grenzlage geprägt, was die überdurchschnittlich vielen Transportfirmen und Tankstellen erklärt. Die wichtigsten Arbeitgeber sind der Zoll sowie die Softwarefirma Star AG. Der kürzeste Weg von Ramsen nach Schaffhausen führt über Gailingen am Hochrhein sowie Büsingen am Hochrhein und überquert dabei viermal die internationale Grenze mit Deutschland. Mit öffentlichen Verkehrsmitteln ist Ramsen durch eine Buslinie von Südbadenbus von Stein am Rhein über Ramsen nach Singen und durch die Linie 25 von SchaffhausenBus im Stundentakt nach Schaffhausen über Buch–Murbach–Randegg–Dörflingen erschlossen.
Die Gemeinde erhielt am 17. Juli 1875 einen eigenen Bahnhof, als die Schweizerische Nationalbahn (SNB) die Bahnstrecke Etzwilen–Singen eröffnete. Nach dem Konkurs der SNB wurde die Strecke von der Schweizerischen Nordostbahn (NOB) übernommen und kam schliesslich mit deren Verstaatlichung in den Besitz der Schweizerischen Bundesbahnen (SBB). Diese stellten am 31. Mai 1969 auf der Strecke den Personenverkehr ein. Die Strecke wurde noch bis 2004 als Güterstrecke benutzt und war am Ende die letzte nicht elektrifizierte Strecke der SBB. Durch den Entscheid, den gesamten Güterverkehr zwischen Winterthur und Singen über Schaffhausen abzuwickeln, wurde die Linie aber definitiv zu einem Industriegleis deklassiert. Die Strecke wurde nach der Stilllegung nicht abgebaut, sondern vom Verein zur Erhaltung der Eisenbahnlinie Etzwilen-Singen übernommen, welcher sie seit 2007 für Draisinen- und Dampffahrten benutzt.

## Kultur
Ramsen besitzt ein reges Vereinsleben, was sich über das ganze Jahr in vielen Anlässen und Festivitäten äussert. Zu den herausragendsten Ereignissen gehören die jährlichen Aufführungen vom „Theater 88“, ebenso wie das „Turner-Chränzli“ (Turnfest). Der grösste Verein ist der Fussballclub, dessen 1. Mannschaft in der 4. Liga spielt. Die katholisch geprägte Vergangenheit hat in Ramsen, als einem der wenigen Orte im Kanton Schaffhausen, eine Fasnachtstradition samt Strassenumzug, Maskenball und Schnitzelbank (Bänkelsang) hervorgebracht.

## Wappen
Blasonierung
In Blau drei aus einem gelben Schildfuss wachsende gelbe Ähre.
1810 findet sich zum ersten Mal ein Wappen der Gemeinde Ramsen auf einem Siegel. Es zeigt drei aus einem Boden wachsende Ähren. Bei der Bereinigung 1949 wurde versucht, einen historischen Zusammenhang zu erstellen, indem man das Wappensymbol mit dem der Landgrafschaft Nellenburg, in der Ramsen lag, verband. Die Gemeindeversammlung verwarf jedoch diesen Vorschlag.

## Bauwerke, Sehenswürdigkeiten
Die Ortschaft Ramsen besitzt zwei Pfarrkirchen, die Katholische Pfarrkirche St. Peter und Paul und die Reformierte Pfarrkirche Ramsen.

## Persönlichkeiten
- Elise Höfler (1912–1991), schweizerisch-deutsche Gerechte unter den Völkern
- Joseph Gnädinger (1919–2000), Maler[8]
- Leonhard Neidhart (* 1934), Politikwissenschaftler
- Mathias Gnädinger (1941–2015), Schauspieler
- Angelo Gnädinger (* 1951), Generaldirektor des Roten Kreuzes
- Joseph Jung (* 1955), Historiker

## Galerie

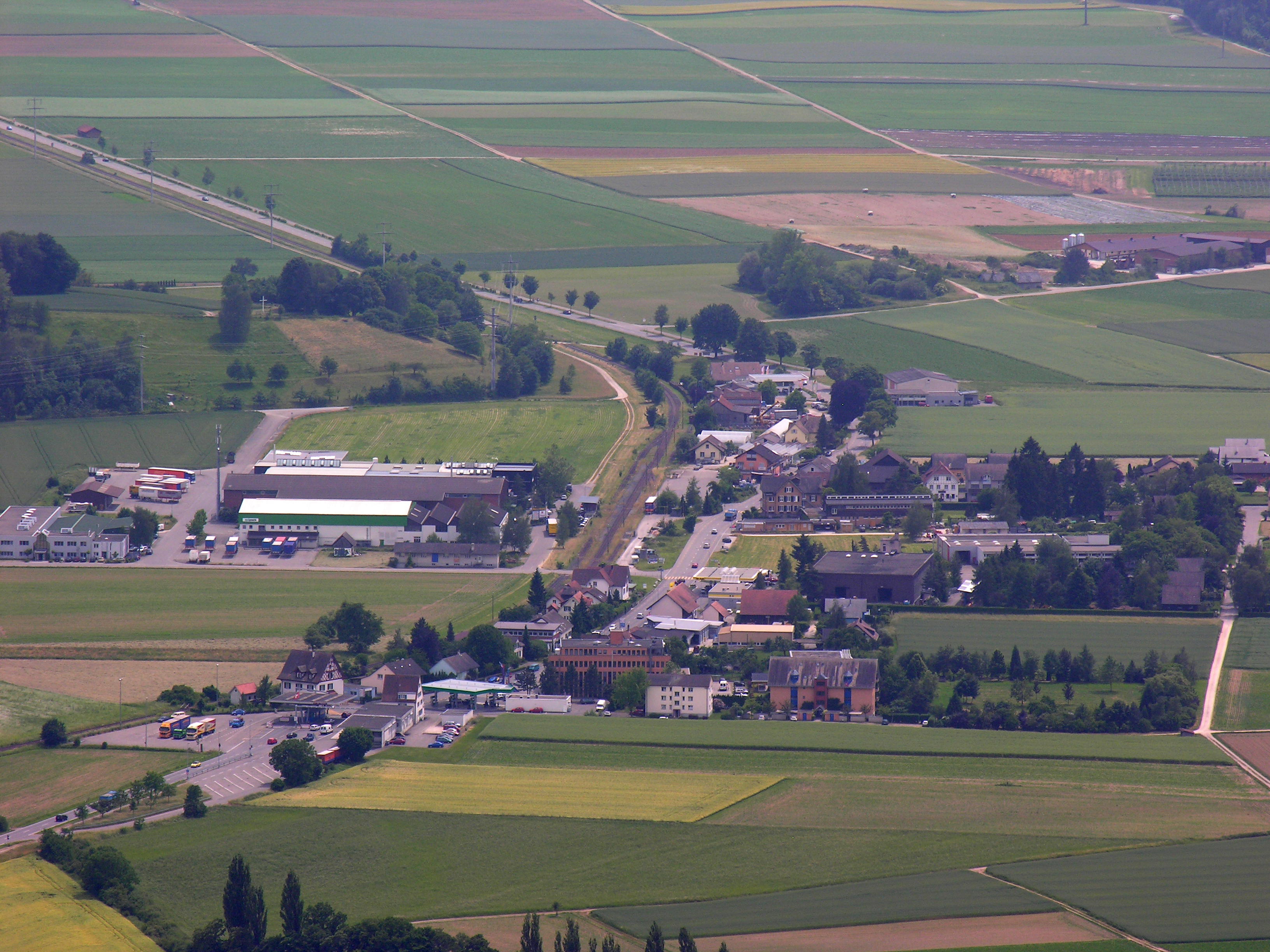
Ortsteil Moskau SH am 16. Juni 2006
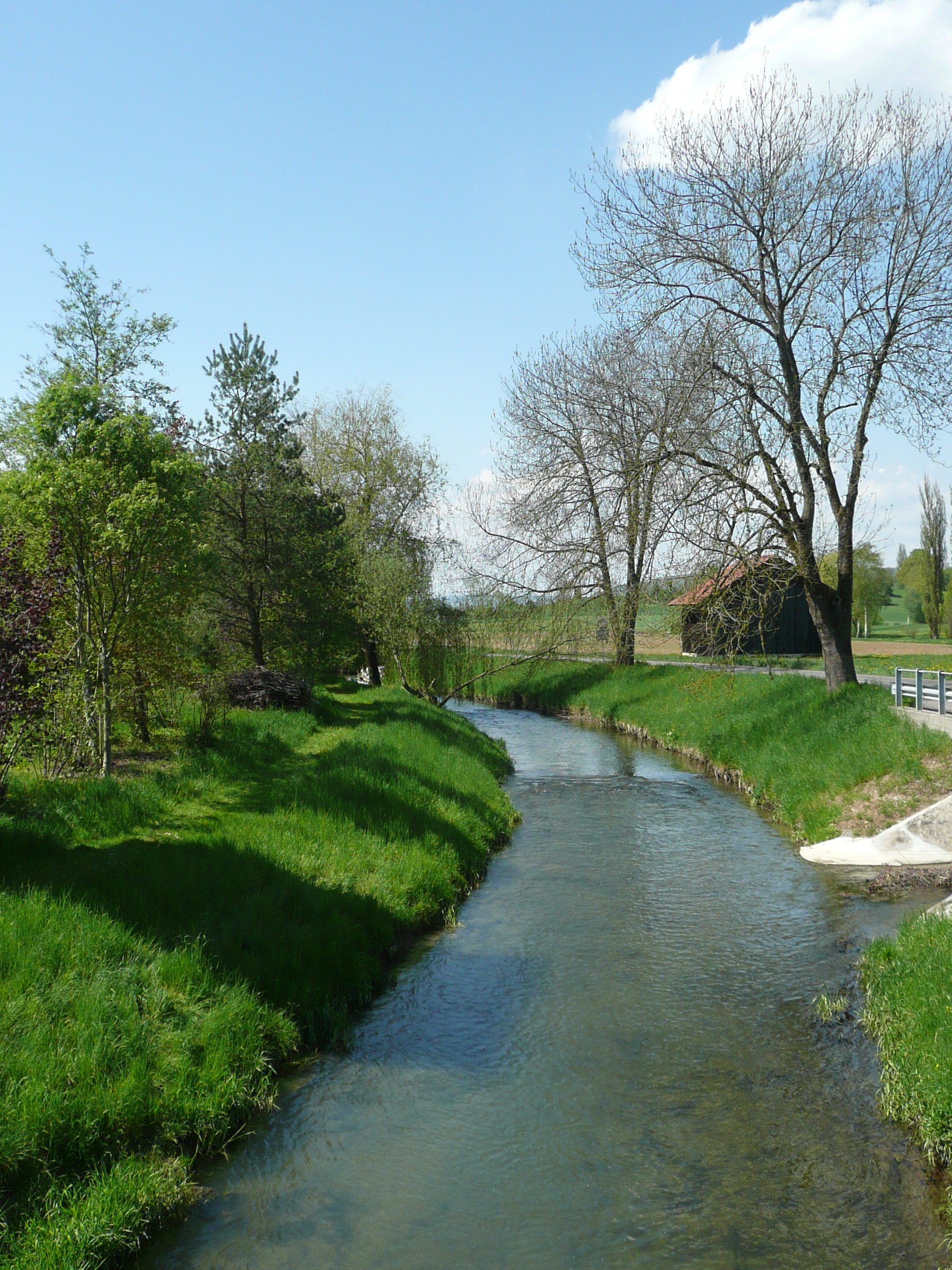
Das Flüsschen Biber bei Ramsen am 3. Mai 2008
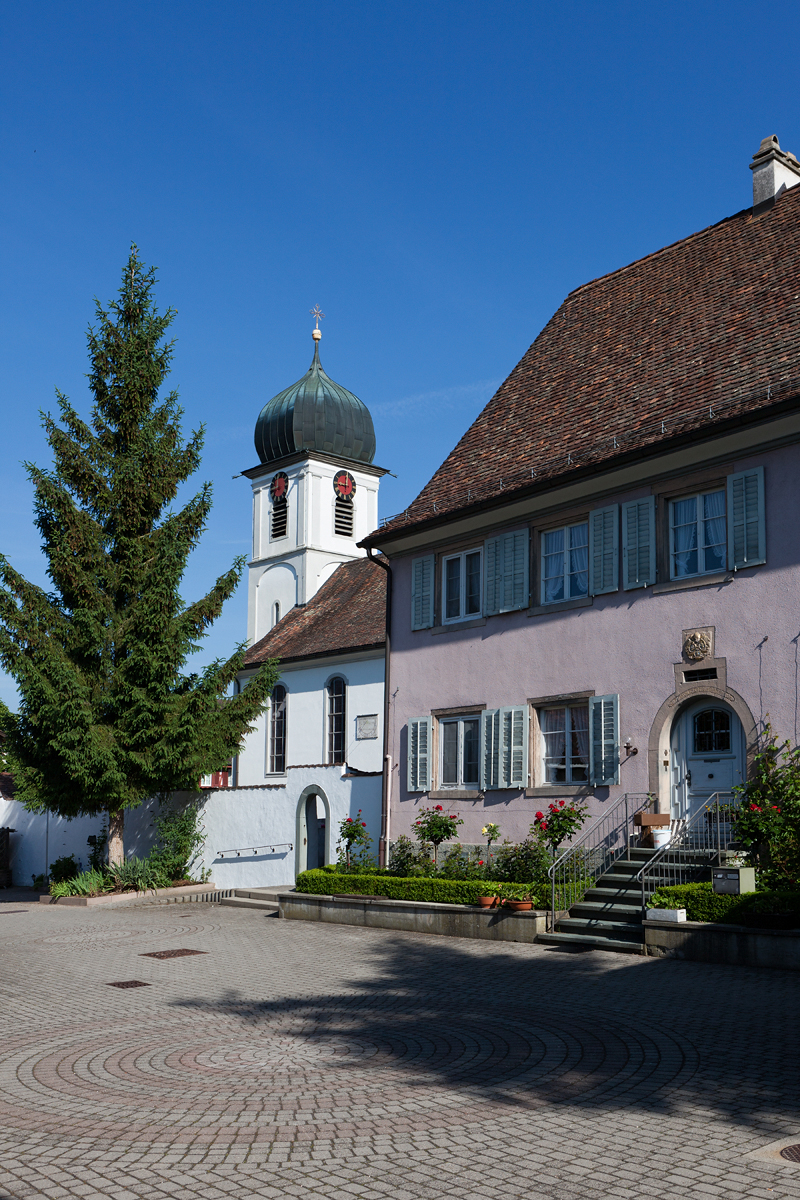
Katholische Kirche
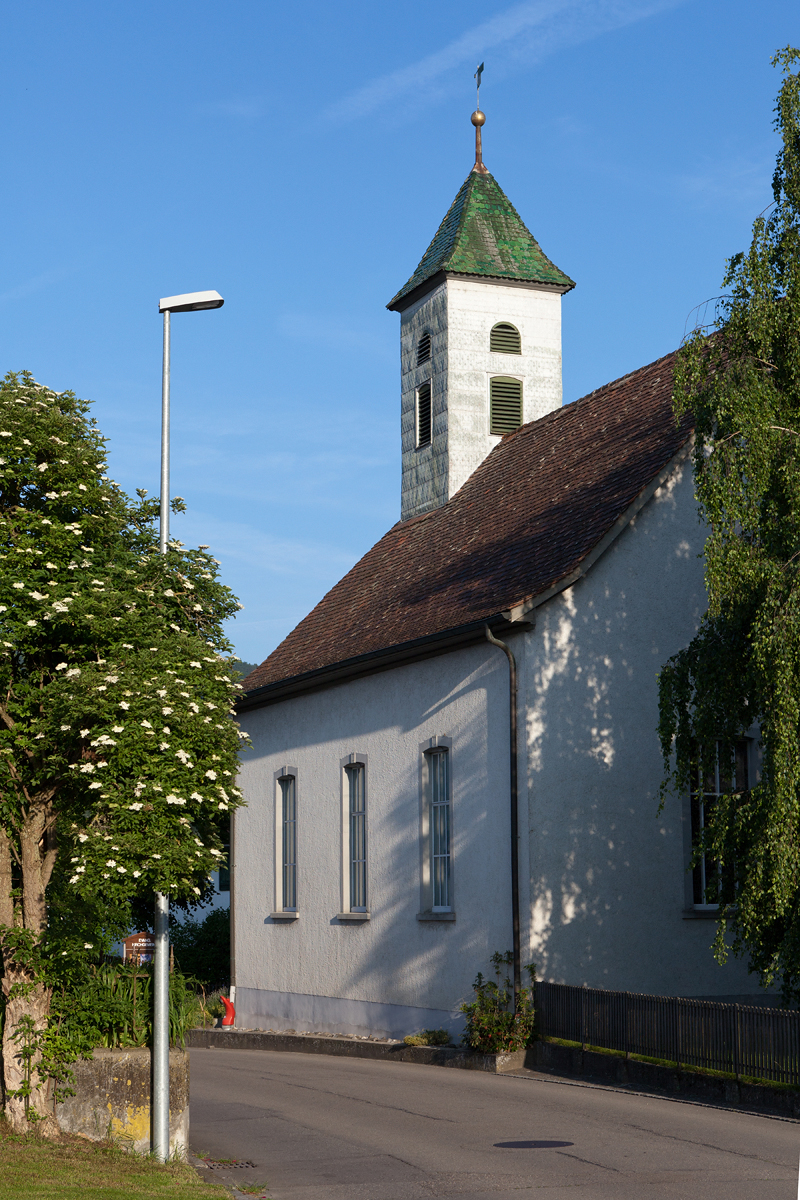
Reformierte Kirche
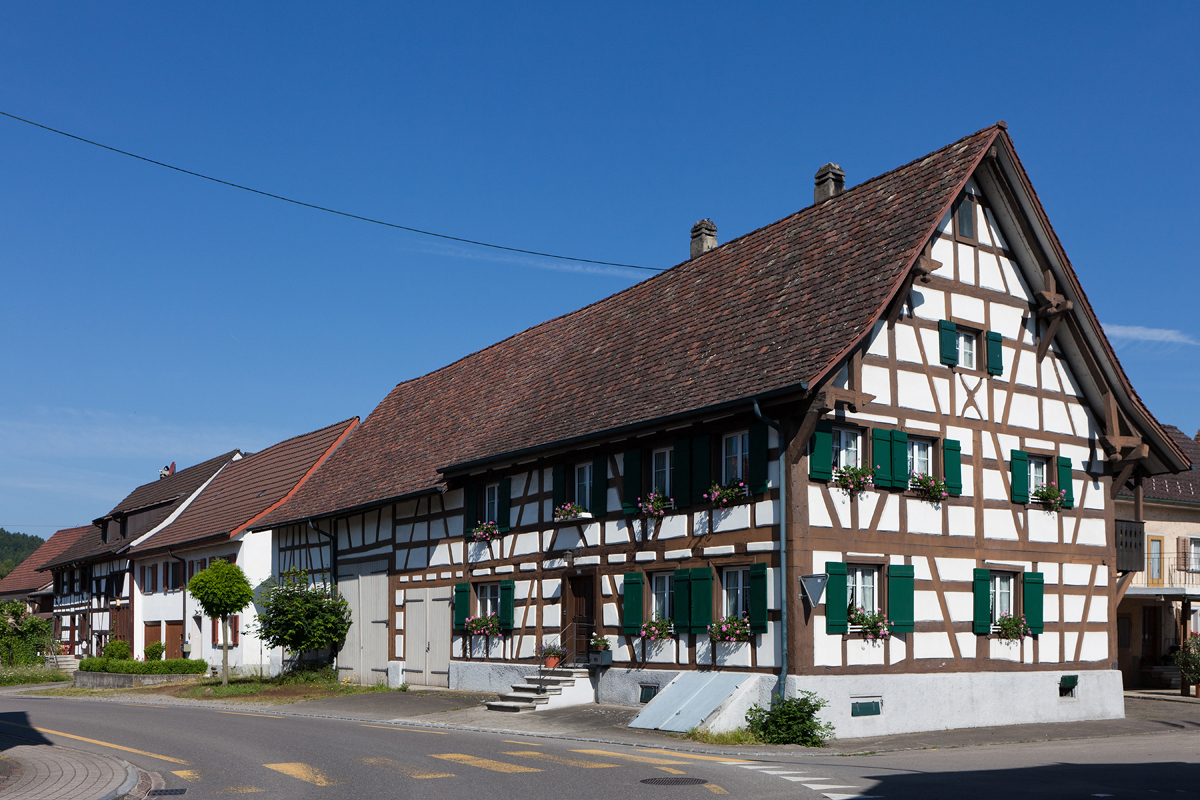
Haus Haumesser